# Koltangara
Koltangara (Rhopospina carbonaria) är en fågel i familjen tangaror inom ordningen tättingar. Den förekommer i centrala Argentina. Beståndet anses vara livskraftigt.

## Utseende
Koltangaran är en knubbig finkliknande tangara. Den liknar den större arten sorgtangara men har mindre böjd över näbbhalva, ordentligt med svart på undersidan och hos hanen rent gul näbb.

## Utbredning och systematik
Fågeln häckar i centrala Pampas i Argentina och flyttar till norra Tucumán. Den behandlas som monotypisk, det vill säga att den inte delas in i några underarter.

### Släktestillhörighet
Koltangaran placeras traditionellt med sierratangarorna i Phrygilus. Flera DNA-studier har dock visat att arten tillsammans med lärktangaran och sorgtangaran är mycket avlägset släkt från övriga arter i Phrygilus och närmare camposfinken (Porphyrospiza caerulescens). Dessa placeras därför vanligen i ett och samma släkte, där Rhopospina har prioritet. Andra urskiljer koltangaran och lärktangaran i egna släktet Corydospiza.

### Familjetillhörighet
Liksom andra finkliknande tangaror placerades koltangara tidigare i familjen Emberizidae. Genetiska studier visar dock att den är en del av tangarorna.

## Levnadssätt
Koltangaran hittas i arida låglänta områden, framför allt i buskmarker i Patagonien.

## Status
Arten har ett stort utbredningsområde och beståndet anses vara stabilt. Internationella naturvårdsunionen IUCN listar den därför som livskraftig (LC).